# هندسة المناخ

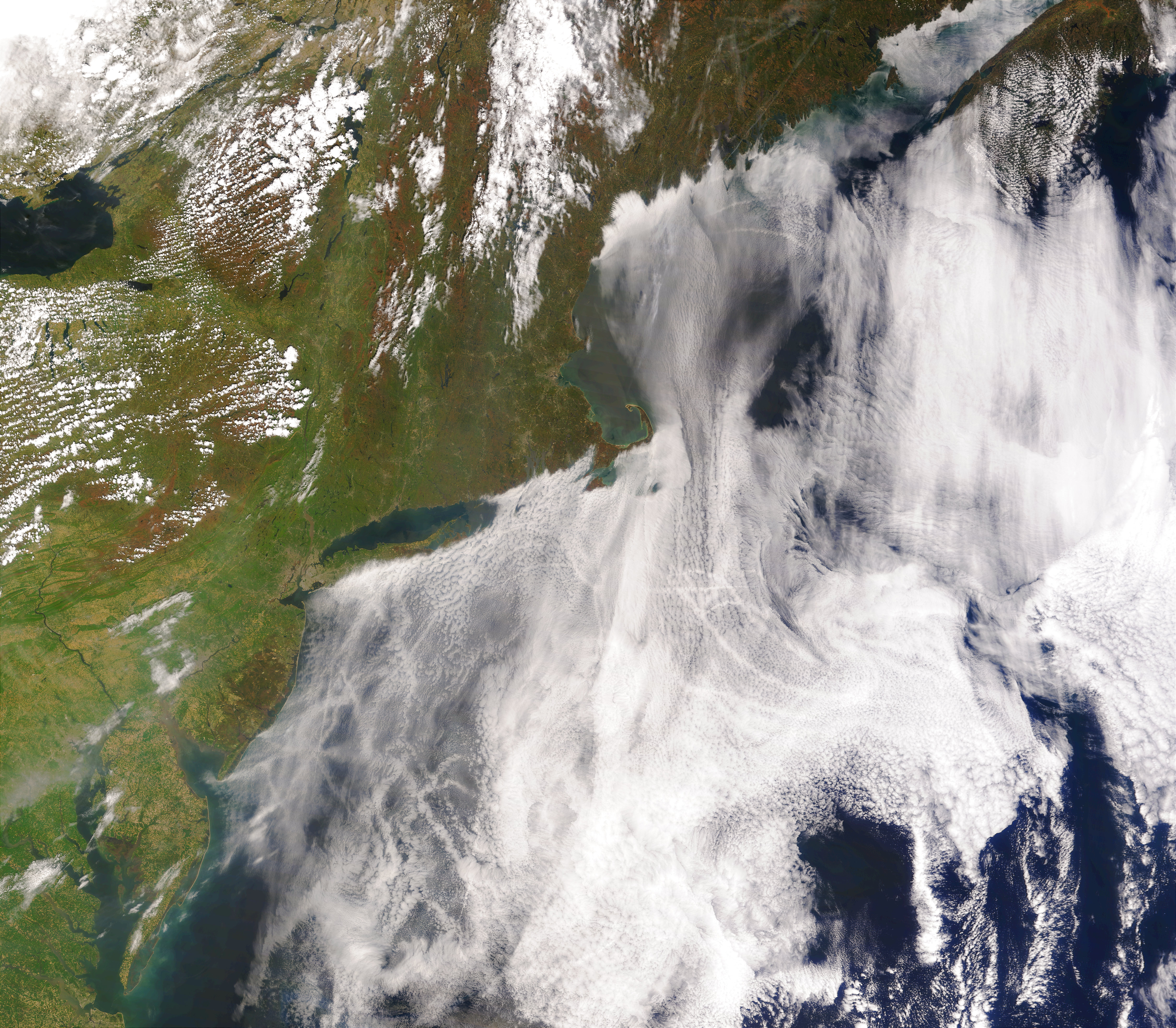

هندسة المناخ أو التدخل المناخي، المُشار إليها عادةً بالهندسة الجيولوجية، هي التدخل المتعمد واسع النطاق في نظام المناخ على الأرض، والتي تهدف عادةً إلى تخفيف الآثار الضارة الناجمة عن الاحتباس الحراري. أبرز فئة فرعية لهندسة المناخ هي إدارة الإشعاعات الشمسية. تحاول إدارة الإشعاعات الشمسية مواجهة تأثيرات الغازات الدفيئة عن طريق جعل الأرض تمتص كمية أقل من الإشعاعات الشمسية. حتى الآن، كانت كل الأبحاث تقريبًا في إدارة الإشعاعات الشمسية تتألف من النمذجة الحاسوبية أو الفحوص المختبرية، وأثارت محاولة الانتقال إلى التجارب في الخارج الجدل.
تعد بعض طرق إزالة الغازات الدفيئة، مثل التسميد الحديدي للمحيط، أشكالًا من هندسة المناخ. يجري تنفيذ بعض ممارسات عزل الكربون إلى حد محدود، مثل التشجير، وترميم النظم البيئية، ومشاريع استخراج الطاقة الحيوية من احتجاز الكربون وتخزينه. غير أنه لا تزال إمكانية توسع هذه الممارسات موضع نقاش في تأثيرها على المناخ العالمي بفعالية. حُقق في التسميد الحديدي للمحيط في تجارب بحثية صغيرة النطاق. أثارت هذه التجارب الجدل. انتقد الصندوق العالمي للطبيعة هذه الأنشطة.
يُنظر أحيانًا إلى نهج هندسة المناخ باعتبارها خيارات محتملة للحد من تغير المناخ أو تأثيراته، إلى جانب حمايته والتكيف معه. هناك اتفاق كبير بين العلماء على أن هندسة المناخ لا يمكن أن تحل محل حماية المناخ. يمكن استخدام بعض النهج كتدابير مصاحبة للخفض الحاد من انبعاثات الغازات الدفيئة. نظرًا لأن كافة أنواع التدابير الرامية إلى معالجة تغير المناخ تفرض قيودًا اقتصادية أو سياسية أو مادية؛ فإن بعض نهج هندسة المناخ قد تستخدم في نهاية المطاف كجزء من مجموعة من التدابير، والتي يمكن الإشارة إليها بترميم المناخ. لا تزال البحوث حول التكاليف والفوائد ومختلف أنواع المخاطر التي تنطوي عليها معظم نهج هندسة المناخ، في أولى مراحلها، ولابد من تحسين فهمها وإدراكها للحكم على مدى كفاءتها وجدواها.
ينصح أغلب الخبراء والتقارير الرئيسية بعدم الاعتماد على تقنيات هندسة المناخ كحل رئيسي لمشكلة الاحتباس الحراري، ويرجع ذلك جزئيًا إلى أوجه عدم اليقين الكبيرة بشأن الفعالية والآثار الجانبية والعواقب غير المقصودة. غير أن معظم الخبراء أيضًا يزعمون أن مخاطر مثل هذه التدخلات لابد وأن يُنظر إليها في سياق مخاطر الاحتباس الحراري الخطير. قد تؤدي التدخلات واسعة النطاق إلى خطر أكبر يتمثل في تعطيل النظم الطبيعية، ما يؤدي إلى معضلة قد تتسبب فيها تلك النهج، التي من الممكن إثبات فعاليتها بدرجة كبيرة (من حيث التكلفة) في التصدي للمخاطر المناخية الشديدة. يرى البعض أن مفهوم هندسة المناخ يشكل خطرًا أخلاقيًا لأنه يمكن أن يقلل من الضغوط السياسية والعامة الرامية إلى الحد من الانبعاثات، ما قد يؤدي إلى تفاقم المخاطر المناخية الإجمالية، ويؤكد آخرون أن التهديد المتمثل في هندسة المناخ قد يحفز خفض الانبعاثات. يؤيد البعض الوقف الاختياري لاختبار إدارة الإشعاعات الشمسية ونشره خارجًا.
تشارك الأمم المتحدة في المناقشات المتعلقة ببعض جوانب الموضوع.

## بوجه عام
بالنسبة لما يتعلق بالمناخ، فإن الجمعية الملكية تُعرّف الهندسة الجيولوجية بأنها «...التدخلات المتعمدة على نطاق واسع في نظام المناخ على الأرض، من أجل تخفيف الاحتباس الحراري».
أجرت عدة منظمات تحقيقات في هندسة المناخ بهدف تقييم إمكاناتها، بما في ذلك الكونغرس الأمريكي، والأكاديمية الوطنية للعلوم، والجمعية الملكية، والبرلمان البريطاني. عُقد مؤتمر أزيلومار الدولي المعني بتقنيات التدخل في المناخ؛ لتحديد ووضع مبادئ توجيهية لتجارب التدخل في المناخ، للحد من المخاطر.
كانت بعض المنظمات البيئية (مثل منظمة أصدقاء الأرض ومنظمة السلام الأخضر) مترددة في تأييد إدارة الإشعاعات الشمسية، ولكن غالبًا ما تكون أكثر دعمًا لبعض مشاريع إزالة ثنائي أكسيد الكربون، مثل التشجير وترميم مستنقعات الخث. زعم بعض الكتاب أن أي دعم عام لهندسة المناخ قد يضعف الإجماع السياسي الهش للحد من انبعاثات الغازات الدفيئة.

## تاريخ
حذر التقرير المرجعي الصادر عام 1965 «استعادة جودة بيئتنا» الذي أعدته اللجنة الاستشارية العلمية التابعة للرئيس الأمريكي ليندون جونسون، من الآثار الضارة لانبعاثات الوقود الأحفوري، وأشارت أيضًا إلى «تعمد إحداث تغيرات مناخية تعويضية»، بما في ذلك «رفع وضاءة أو انعكاسية الأرض». اقترح إدوارد تيلر وآخرون عام 1997، إجراء بحث عن الجسيمات العاكسة ونشرها، والحد من الإشعاعات الشمسية القادمة، وبالتالي إلغاء آثار حرق الوقود الأحفوري.

## استراتيجيات مقترحة
اقتُرحت عدة استراتيجيات لهندسة المناخ. تورد وثائق اللجنة الدولية للتغيرات المناخية تفاصيل عدة اقتراحات ملحوظة. تندرج هذه المواد في فئتين رئيسيتين، هما: إدارة الإشعاعات الشمسية وإزالة ثنائي أكسيد الكربون.

### إدارة الإشعاعات الشمسية
تسعى تقنيات إدارة الإشعاعات الشمسية إلى الحد من امتصاص أشعة الشمس (فوق البنفسجية، والقريبة من الأشعة تحت الحمراء، والمرئية). يمكن تحقيق ذلك من خلال صرف أشعة الشمس بعيدًا عن الأرض، أو عن طريق زيادة الانعكاسية للغلاف الجوي أو سطح الأرض. لن تقلل هذه الطرق من تركيزات الغازات الدفيئة في الغلاف الجوي، وبالتالي لن تساهم في معالجة مشاكل مثل تحمض المحيطات بفعل ثنائي أكسيد الكربون. بصفة عامة، يبدو أن مشاريع إدارة الإشعاعات الشمسية قادرة حاليًا على بدء النفاذ سريعًا، وأن تكاليف تنفيذها المباشر منخفضة جدًا مقارنةً بتخفيض انبعاثات الغازات الدفيئة وإزالة ثنائي أكسيد الكربون. علاوة على ذلك، يمكن عكس العديد من الطرق المقترحة لإدارة الإشعاعات الشمسية المقترحة في آثارها المناخية المباشرة. رغم أن إزالة الغازات الدفيئة يقدم حلًا ممكنًا شاملًا أكثر للاحتباس الحراري، فإنه لا يعطي نتائج فورية، ولذلك فإن إدارة الإشعاعات الشمسية مطلوبة.
تشمل طرق إدارة الإشعاعات الشمسية والقائمة على ما يلي:
- السطح: على سبيل المثال، حماية الجليد البحري والأنهار الجليدية القطبية أو توسيعها، بما في ذلك استخدام أغطية عازلة أو ثلج اصطناعي، باستخدام مواد تسقيف باهتة اللون (أسقف باردة)، أو محاولة تغيير سطوع المحيطات، أو زراعة محاصيل ذات انعكاسية عالية، أو بتوزيع خرزات زجاجية جوفاء في مناطق محددة لزيادة الغطاء الجليدي وخفض درجات الحرارة.[32][33][34]
- التروبوسفير: على سبيل المثال، تبييض السحب البحرية، عن طريق رش رذاذ مياه البحر لتبييض السحب وبالتالي زيادة انعكاسية السحابة.
- الغلاف الجوي العلوي: تكوين الهباء الجوي العاكس، مثل الهباء الكبريتي الستراتوسفيري، أو خاصةً الهباء الجوي المصمم ذاتي التعليق أو الرفع، أو غيرها من المواد.[35]
- الفضاء: مظلة فضائية، عن طريق عرقلة الإشعاعات الشمسية باستخدام المرايا الفضائية والغبار وما إلى ذلك.[36]

### إزالة الغازات الدفيئة
يُنظر إلى بعض أشكال إزالة الغازات الدفيئة (وليس كلها) على أنها شكل من أشكال هندسة المناخ.
تسعى مشاريع إزالة ثنائي أكسيد الكربون (المعروفة أحيانًا بتقنيات الانبعاثات السلبية أو إزالة الغازات الدفيئة) إلى إزالة ثنائي أكسيد الكربون من الغلاف الجوي. تشمل الطرق المقترحة، الأساليب التي تزيل هذه الغازات مباشرة من الغلاف الجوي، فضلًا عن الطرق غير المباشرة التي تسعى إلى تعزيز العمليات الطبيعية التي تسحب ثنائي أكسيد الكربون وتعزله (مثل زرع الأشجار). تتداخل العديد من المشاريع مع مشاريع احتجاز الكربون وتخزينه، وقد لا يعتبرها كل المعلقين هندسة مناخية. تتضمن التقنيات في هذه الفئة:
- إنشاء فحم حيوي (أي في محطات توليد الطاقة الحرارية التي تعمل بوقود الكتلة الحيوية)، لخلطه في التربة لتكوين تيرا بريتا (تربة سوداء اصطناعية).
- استخراج الطاقة الحيوية من احتجاز الكربون وتخزينه لفصل الكربون وتوفير الطاقة في نفس الوقت.
- احتجاز الهواء الكربوني لإزالة ثنائي أكسيد الكربون من الهواء المحيط.
- التشجير، وإعادة التحريج وإعادة إحياء الغابات لامتصاص ثاني أكسيد الكربون.
- تشجير المحيطات وتغذيتها (بما في ذلك تسميد المحيطات حديديًا).

تستند العديد من الإسقاطات النموذجية لللجنة الدولية للتغيرات المناخية للإبقاء على متوسط ارتفاع درجات الحرارة العالمية أقل من درجتين مئويتين، إلى سيناريوهات تفترض نشر تقنيات الانبعاثات السلبية.